# Holdout (Japanische Soldaten)
Als Holdout (zu englisch hold out ‚ausharren‘) oder Straggler (zu englisch straggle ‚zurückbleiben‘) werden isolierte japanische Soldaten der kaiserlich japanischen Armee im Pazifikraum bezeichnet, die nach der Kapitulation Japans im Zweiten Weltkrieg im September 1945 den Kampf fortsetzten, weil sie entweder die Legitimität der formalen Kapitulation nicht anerkannten oder von ihr gar nicht erst erfuhren, da ihre Kommunikationsverbindungen durch die Island-Hopping-Strategie der USA unterbrochen worden waren.
Einzelne Holdouts setzten den Kampf gegen die US-Truppen und teilweise später gegen die einheimische Polizei noch jahrelang über das Kriegsende hinaus fort. Noch 2005 wurden in Südostasien zwei Männer entdeckt, die ehemalige japanische Soldaten gewesen sein könnten. Der letzte glaubhafte Holdout im engeren Sinn war Nakamura Teruo, der sich im Dezember 1974 indonesischen Truppen ergab.

## Beispiele von nachweislich isolierten Soldaten der kaiserlich-japanischen Armee
- Ōba Sakae kapitulierte im Dezember 1945 mit seiner Einheit auf der Marianeninsel Saipan. Sein Trupp war die letzte organisierte japanische Einheit, die sich den Alliierten ergab.
- Akatsu Yūichi blieb von 1944 bis 1951 auf der Philippineninsel Lubang.[2]
- Murata Susumu wurde 1953 auf der Insel Tinian in einer Hütte festgenommen; er wusste noch nichts vom Kriegsende.[3]
- Shimada Shōichi, der auf Lubang verblieben war, starb in einem Feuergefecht mit Soldaten der philippinischen Armee 1954.[4]
- Minagawa Bunzō ergab sich im Mai 1960 auf Guam.[5]
- Feldwebel Itō Tadashi, Minagawas Vorgesetzter, ergab sich einige Tage später am 23. Mai 1960 auf Guam.[6]
- Yokoi Shōichi, der unter Itōs Kommando gestanden hatte, wurde im Januar 1972 auf Guam gefangen genommen.
- Kozuka Kinshichi wurde 1972 in einem Feuergefecht mit philippinischen Soldaten auf Lubang erschossen.[7]
- Onoda Hirō, der von 1944 bis 1974 auf Lubang gemeinsam mit Akatsu, Shimada und Kozuka verblieben war, ergab sich erst auf Befehl seines ehemaligen Kommandeurs im März 1974.[8]
- Nakamura Teruo wurde von der indonesischen Luftwaffe auf Morotai entdeckt und ergab sich im Dezember 1974 einem Suchtrupp.[9]